# Szingapúr űrkutatása
Szingapúr űrkutatása. A nagy területen, keskenyen de hosszan elnyúló sávban, bonyolult államigazgatási (szigetvilág) rendszer szerint működő nemzetek felismerték, hogy a gyors kapcsolatteremtés, adattovábbítás és vétel a társadalom fejlődésének alapja. Tajvan üzleti alapú gazdasági szerepvállalásával nyílt lehetőség a fejlődés útjára lépni.

## Történelme
1995-ben a Nemzetei Egyetem (National University of Singapore) Tudományos, Technológiai és Kutatási Ügynöksége megalapította az űreszközök adatainak vételére, feldolgozására hívatott szervezetet, a  Centre for Remote Imaging, Sensing and Processing-et (CRISP).
CRISP alapvető feladata volt, hogy a világűrben pályára állított (hozzáférhető, bérelhető, saját) űreszközök szolgáltatásainak vételére (adások közvetítésére) speciális földi állomásokat (objektumok, műszerállomány, kiképzett személyzet, üzleti követelmények) telepítsen a régióban. A műholdakról kapott archivált (tömörített) anyagokat feldolgozva, tudományos hozzáadott értékkel forgalmazzák. Az adott régióban szolgálatot teljesítő műholdak száma tucat feletti, tehát a földi berendezéseknek széles frekvencia sávban, és rendkívül nagy kapacitással, feldolgozó képességgel kell rendelkeznie. Képesnek kell lenni egyedi szolgáltatásokat teljesíteni (feldolgozás, képzés, konzultáció). A földi állomások (műszerezettségük függvényében) képesek optikai (képfeldolgozás) és mikrohullámú (rádiólokátor jelátvitel) távérzékelésre.
Az üzleti igények, a technikai fejlődés egyre szélesebb körből lett képes adatokat gyűjteni, elemezni, hozzáadott értékkel továbbadni. A távközlési szolgáltatásokon túl meteorológiai előrejelzés, katasztrófa riasztás (vulkán kitörés, cunami, környezetvédelmi állapotelemzés, trópusi- és mezőgazdasági növényzet ellenőrzés, óceán vizsgálat (halászat, környezetszennyezés, part menti tanulmányok), urbanizációs elemzés készítése.
CRISP szoros nemzetközi kapcsolatokat épít és ápol. Tudományos szolgálatát több irányba is kifejti: National Space Development Agency (NASDA); NASA földmegfigyelés (Earth Observing-1/EO-1); Európai Űrügynökség (ESA) ENVISAT földmegfigyelő műholdjának programja.

## Műholdak
ST–1 Tajvan és Szingapúr első közösen pályára állított, üzleti alapon működtetett kommunikációs műhold.